# Лимба (остров)
Лимба (укр. Лімба) — остров на Украине, входит в состав Измаильского района Одесской области. Необитаем.

## География
Расположен на границе с Румынией, в украинской части Дельты Дуная, за 30 км от острова Змеиный.

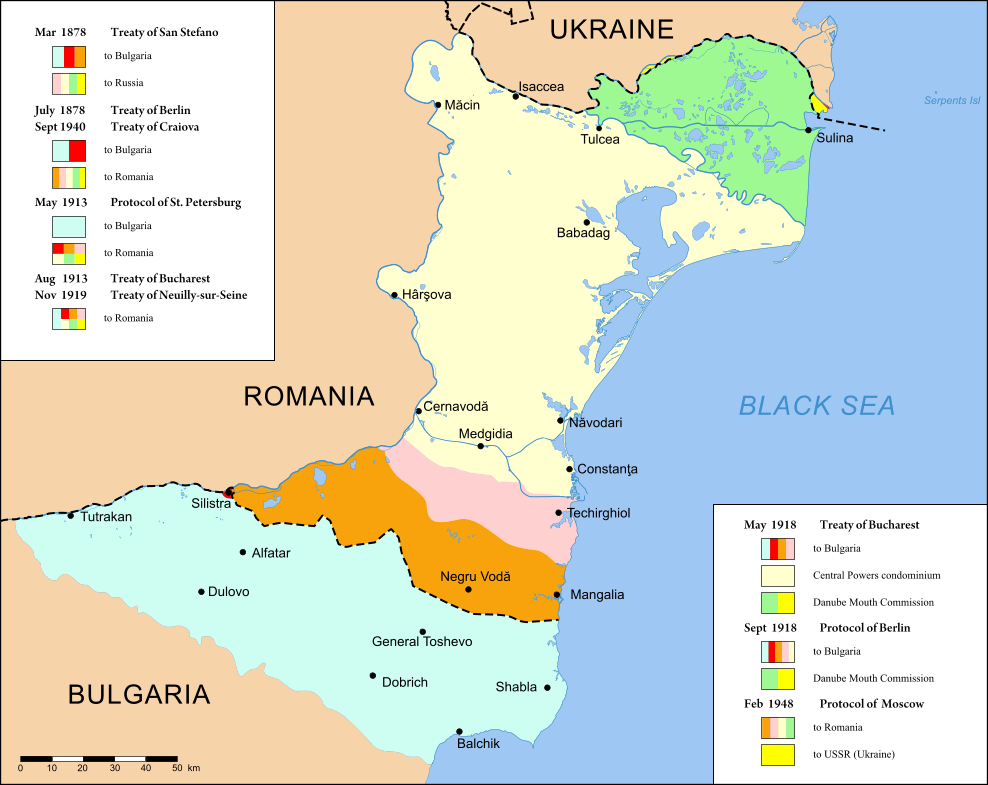
Карта Добруджы. Остров Лимба обозначен желтым.